# Area rigorosamente protetta di Chаn Chėntij
L'area rigorosamente protetta di Chаn Chėntij (in mongolo Хан Хэнтий) è un'area protetta nel nord della Mongolia, al confine con la Russia.
Trattandosi di un'area rigorosamente protetta, la pastorizia e il turismo sono rigidamente controllati e la caccia e l'estrazione mineraria sono proibite. A sud confina con il parco nazionale Gorchi-Tėrėlž, che a sua volta si trova direttamente a nord di Ulan Bator. La riserva venne istituita nel 1992 e tutela un'area di circa 13.000 km². Il 70% di essa è ricoperto da foreste. Catene montuose come i Chėntėj contribuiscono alla diversità paesaggistica della zona. Di conseguenza essa ospita numerosi grandi mammiferi, come il cervo dell'Altaj, il capriolo, il mosco, il cinghiale e lo stambecco. Secondo gli studiosi, il sovrano mongolo Gengis Khan sarebbe nato lungo il corso superiore dell'Onon, che ha le sorgenti nella riserva.